# Edifício Chiado

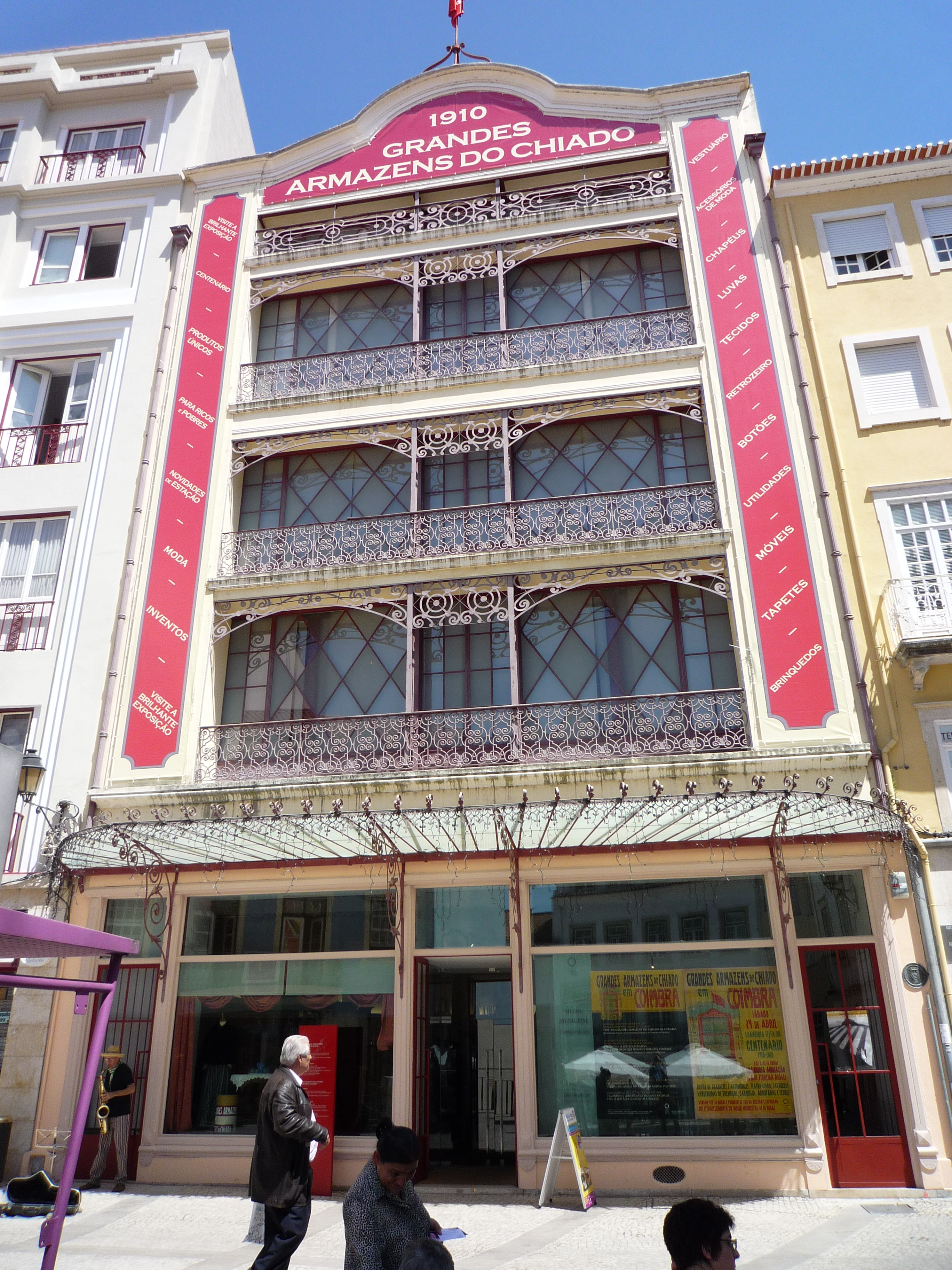
Front des Edifício Chiado

Das Gebäude Edifício Chiado ist ein städtisches Museum in Coimbra und liegt in der innerstädtischen Gemeinde (Freguesia) São Bartolomeu.

## Geschichte
1909 erwarb der Besitzer des im Lissaboner Chiadoviertel gelegenen Warenhauses Armazéns do Chiado das Gebäude in Coimbra. Gelegentlich wurde der Bau mit der charakteristischen Stahlkonstruktion Eiffel zugeschrieben, doch war vermutlich nur einer seiner Schüler der Urheber. Das Haus wurde 1910 als größtes Warenhaus der Stadt eröffnet. Die Eisenkonstruktion blieb die bedeutendste der Stadt und gilt bis heute als Attraktion.
1980 erwarb die Stadtverwaltung das Gebäude und restaurierte es 1995 umfassend. Später nutzte sie das zentral in der Einkaufszone gelegene Gebäude für Kunstausstellungen und Ausstellungen regionalen Kunsthandwerks. Im Jahr 1998 stiftete das Ehepaar Maria Emília und José Carlos Telo de Morais der Stadt Coimbra ihre umfangreiche Kunstsammlung, die heute im Edifício Chiado ausgestellt ist. Sie wird unter dem Namen Colecção Telo de Morais gezeigt.
Es ist heute eines der drei städtischen Museen, die zusammen als Museu Municipal vom Kulturdezernat der Stadt Coimbra geführt werden.

## Exponate
Die ständige Ausstellung besteht aus einer Gemäldesammlung der wichtigsten portugiesischen Maler des 19. und 20. Jahrhunderts sowie chinesischer Keramik, Skulpturen, Tafelsilber und indo-portugiesischer und portugiesischer Möbel.
Im ersten, zweiten und dritten Stockwerk befindet sich die ständige Ausstellung der Kunstsammlung Colecção Telo de Morais, und das Erdgeschoss dient als Ausstellungsort für temporäre Ausstellungen.

## Abbildungen

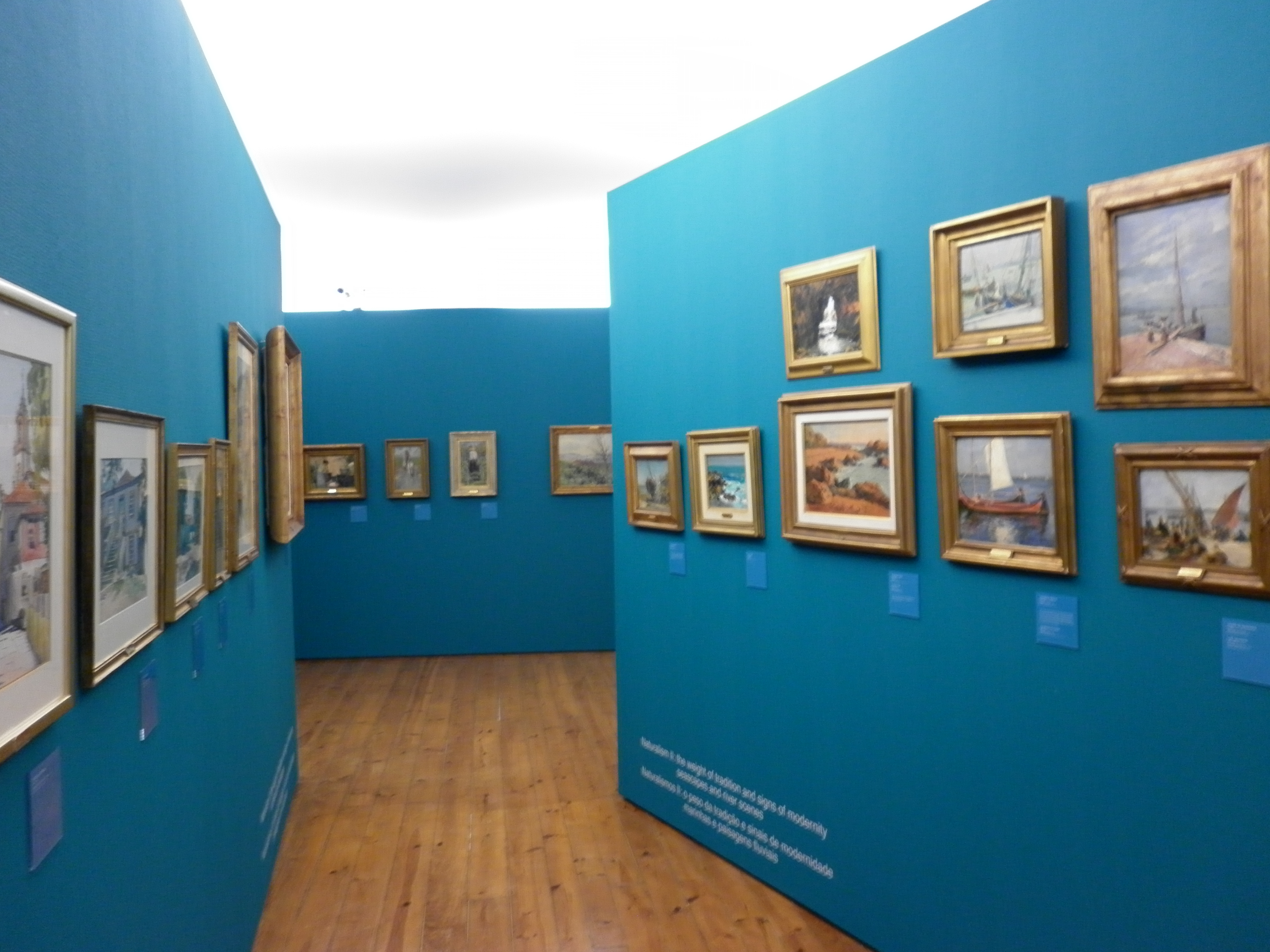
Die Colecção Telo de Morais
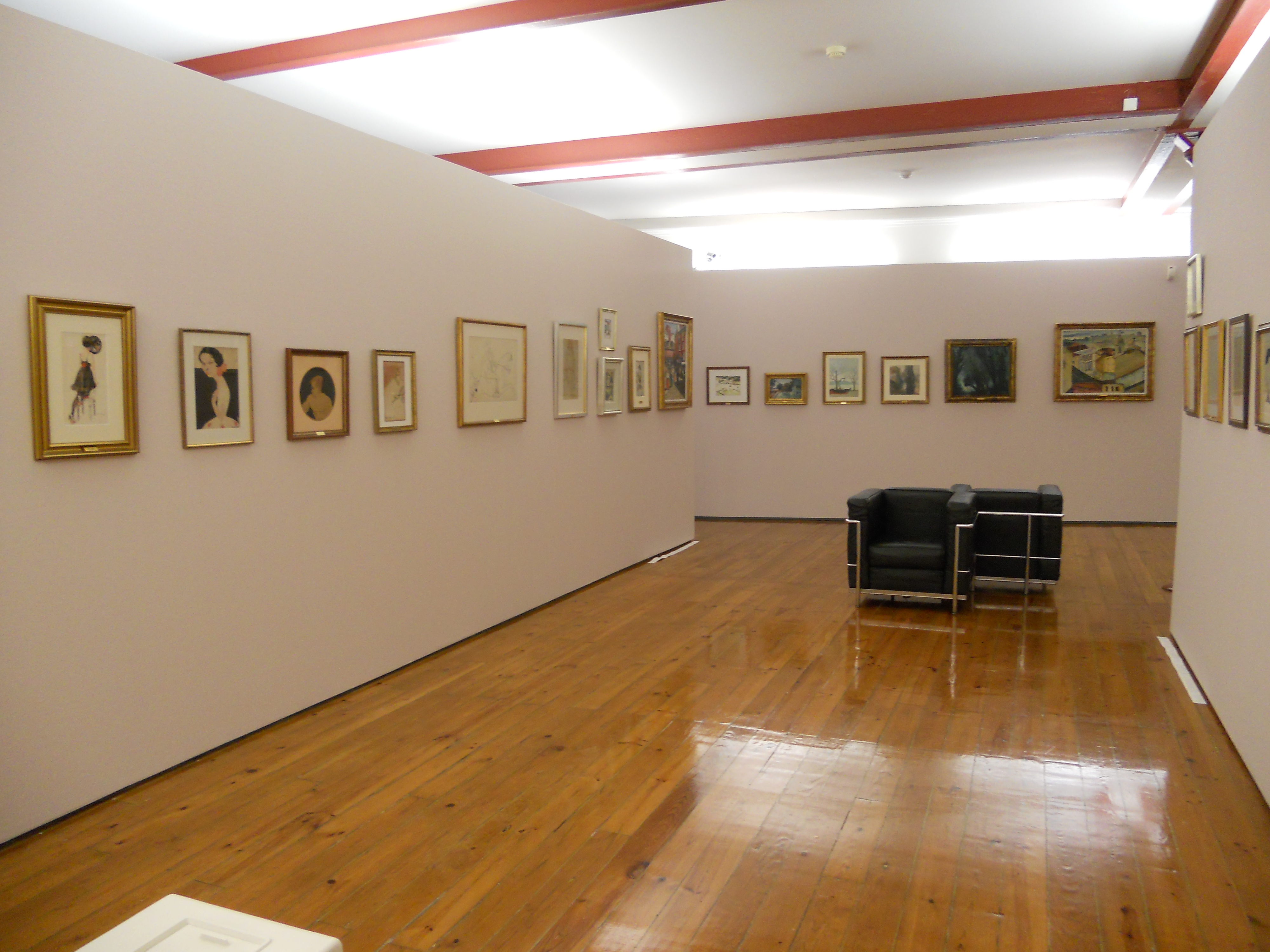
Die Colecção Telo de Morais
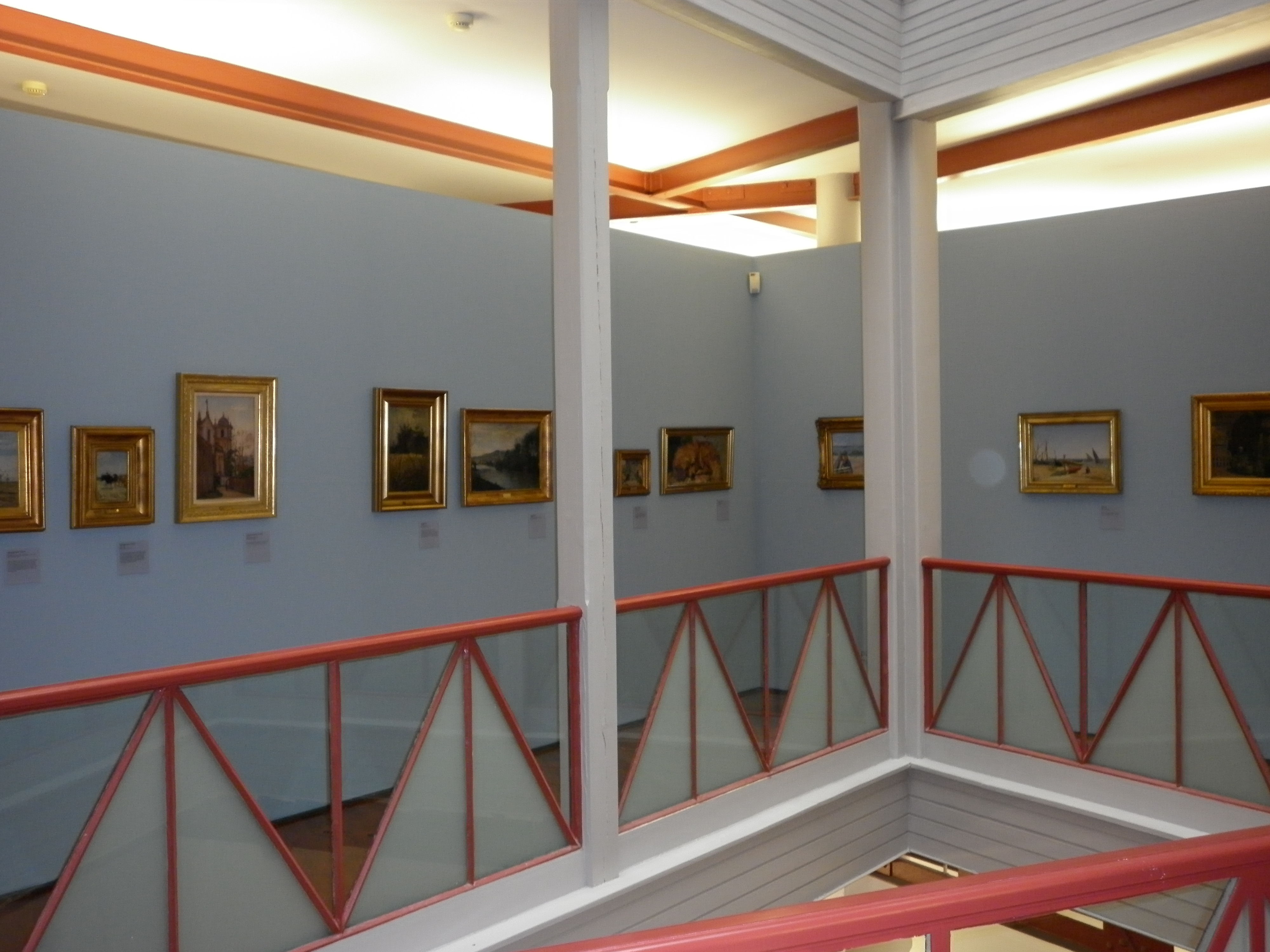
Die Colecção Telo de Morais
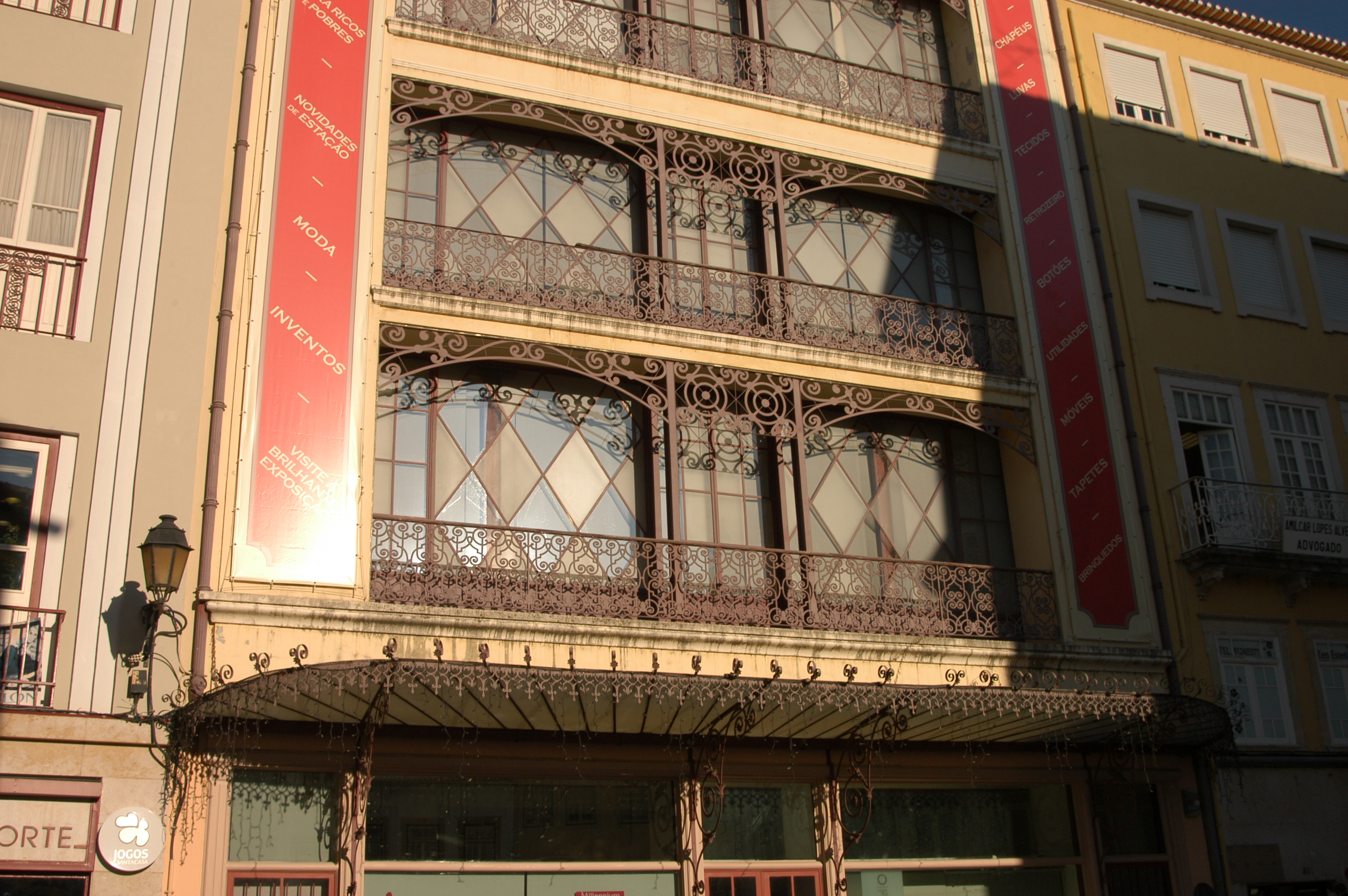
Detailansicht der Eisenkonstruktion